# Aïn El Assel
Ain El Assel là một đô thị thuộc tỉnh El Tarf, Algérie. Dân số thời điểm năm 2002 là 12.482 người.